# Biografielijst Rm

## Rma
- Adrian R'Mante (1978), Amerikaans acteur

## Rms
- RMS (1953), Amerikaans informaticus (Richard Stallman)